# 箕襄
箕襄（？—？），春秋时期晋国的大夫，韩起的同族。

## 生平
前537年，楚灵王娶晋国宗女，韩起和羊舌肸到楚国送亲。楚灵王想羞辱晋国，表示要以韩起为阍（看门的阉人），以羊舌肸为司宫（管理后宫的阉人）。楚国大夫薳启彊劝谏楚灵王，提到晋国卿大夫特别是韩氏和羊舌氏的强大：“韩起之下，赵成、中行吴、魏舒、范鞅、知盈；羊舌肸之下，祁午、张趯、籍谈、女齐、梁丙、张骼、辅跞、苗贲皇，皆诸侯之选也。韩襄为公族大夫，韩须受命而使矣。箕襄、邢帶、叔禽、叔椒、子羽，皆大家也。韩赋七邑，皆成县也。羊舌四族，皆强家也”。楚灵王放弃了突发奇想的念头，道歉说：“不穀之过也，大夫无辱。”